# Karol Józef Migurski

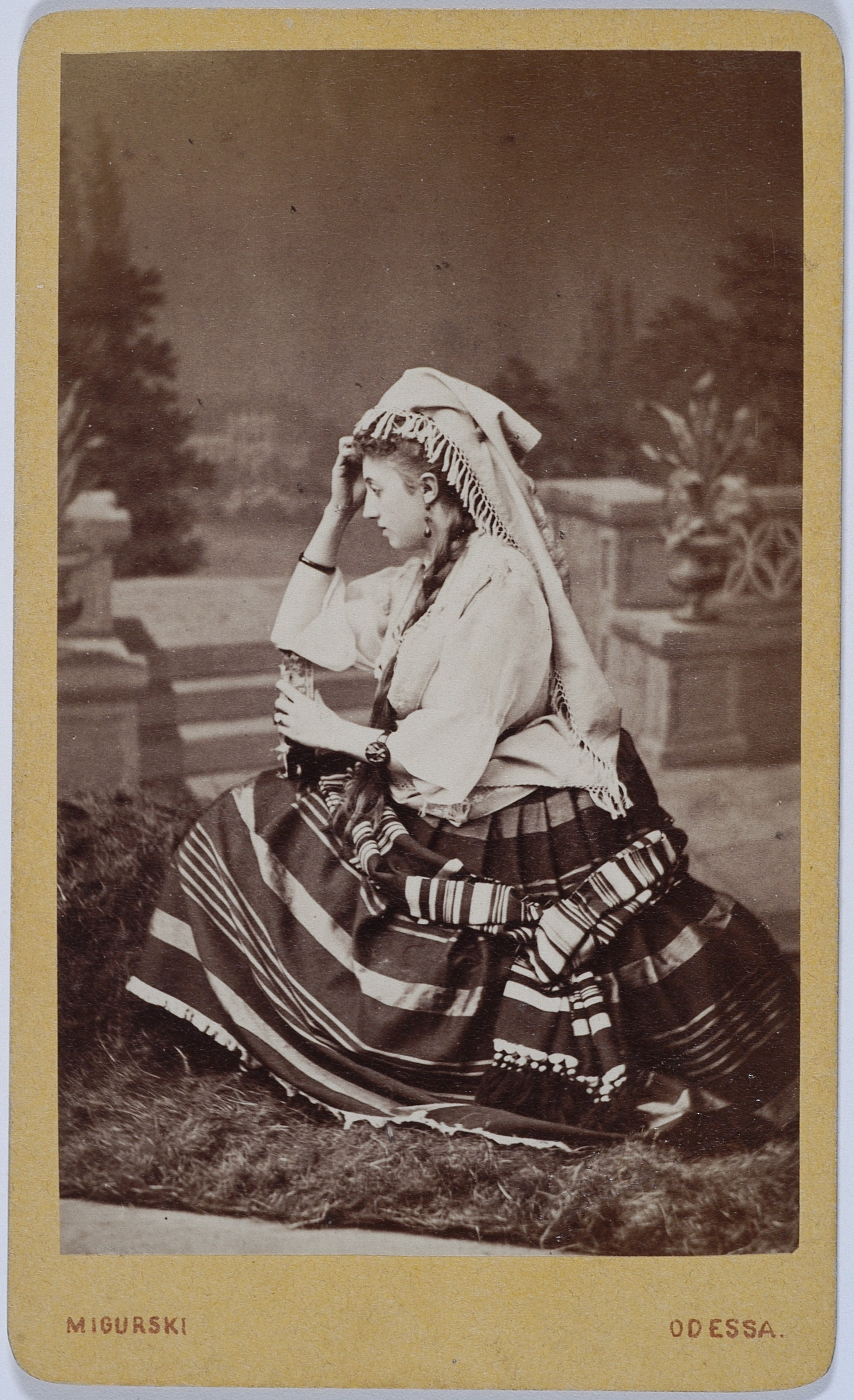
Karol Józef Migurski, Portret niezidentyfikowanej aktorki w kreacji scenicznej, ok. 1885

Karol Józef Migurski, także jako Charles Joseph Migurski (lata życia nieznane) – polski fotograf czynny w drugiej połowie XIX wieku, właściciel zakładu w Odessie. 
Informacje na temat Migurskiego są skąpe i niepewne. Dotychczasowe badania nie dowiodły powiązań z innymi osobami o tym nazwisku, zwłaszcza z pięcioma braćmi, uczestnikami insurekcji kościuszkowskiej: Józefem, Wacławem, Aleksandrem i Wincentym. W zbiorach prywatnych odnaleziono natomiast wydany w 1857 roku w Konstantynopolu dowód tożsamości innego fotografa o nazwisku Migurski – bliżej niezidentyfikowanego Wacława. Z kolei w zbiorach Muzeum Narodowego w Warszawie zachowała się fotografia rysunku Stanisława Chlebowskiego, podpisana jako „Phot: Migurski, Schiwert et C-ie”. Nie wiadomo jednak, czy została ona wykonana przez Karola Józefa, ani kim był Schiwert.
Karol Józef Migurski zajmował się fotografią od lat 50. XIX wieku. Był autorem pierwszego w Rosji podręcznika fotografii – wydanego w 1859 roku w Odessie Praktycznego podręcznika fotografii (Prakticzeskij uczebnik dla fotografiji), który zawierał zarówno porady techniczne, jak i uwagi na temat różnych gatunków fotografii (portretowej, pejzażowej itp.). W 1863 r. wykładał technikę fotografii w Liceum Richelieu w Odessie. W kalendarzu noworosyjskim na 1864 roku zamieścił ogłoszenie swojego zakładu, w którym nauczał fotografii.
Był autorem albumów ze zdjęciami miast akermańskich (1869) i widoków portów w Odessie (1869). W 1872 roku na wystawie politechnicznej w Moskwie zdobył srebrny medal. 
W latach 1877–1878 działał jako fotograf w trakcie wojny rosyjsko-tureckiej, o czym wiadomo z listów innego fotografa, Józefa Kordysza, z którym Migurski na krótko wszedł w spółkę. Jak wynika z tych relacji, w 1878 roku Migurski zbankrutował.